# Ibycus (mollusque)
Cet article concerne le genre de limaces exotiques. Pour le poète grec, voir Ibycus.
Genre
Synonymes
- voir paragraphe #Synonymes

Ibycus est un genre de mollusques gastéropodes terrestres et de limaces exotiques de la famille des Helicarionidae.

## Historique
Le genre Ibycus est décrit en 1862 par le malacologiste David Friedrich Heynemann. 

## Synonymes
- Leptodontarion P. Sarasin & F. Sarasin, 1899[2]
- Rallus ibycus Olson, S. J. & D. B. Wingate, 2000 (préféré par BioLib)[3]

## Liste des espèces
Selon World Register of Marine Species (30 novembre 2018) :
- Ibycus rachelae Schilthuizen & Liew, 2008